# The Woman's Era
The Woman's Era est un journal féministe publié à Boston, aux États-Unis, paru de 1894 à janvier 1897.
C'est le premier journal national publié par et pour les femmes afro-américaines.
Créé à l'origine comme un journal mensuel de Boston, il est distribué à l'échelle nationale en 1894 et a existé jusqu'en janvier 1897. Joséphine St. Pierre Ruffin en était rédactrice et éditrice. The Woman's Era a joué un rôle important dans le mouvement national des clubs de femmes afro-américaines.

## Histoire
En 1892, la militante de Boston Josephine St. Pierre Ruffin fonde le Woman's Era Club, un groupe de défense des femmes noires. Elle est aidée de sa fille Florida et de l'éducatrice Maria Louise Baldwin. Ce fut le premier club de femmes noires à Boston et l'un des premiers du pays. Ses membres, d'éminentes femmes noires de la région de Boston, consacrent leurs efforts à l'éducation, au suffrage féminin et aux questions liées à la race telles que la réforme anti-lynchage. Son slogan était « Aidez à rendre le monde meilleur ». The Woman's Era, une publication mensuelle illustrée, était le journal du club. Josephine St. Pierre Ruffin et  Florida Ruffin Ridley en étaient rédactrices,.
Outre des articles tels que « Club Gossip », « Social Etiquette » et « Health and Beauty from Exercise », The Woman's Era a aussi publié des informations sur le suffrage féminin au Colorado (le deuxième État à donner le vote aux femmes), des entretiens avec des militantes telles que Victoria Earle Matthews et Ida B. Wells, une série intitulée « Eminent Women », qui comprenait un profil de Harriet Tubman, et des critiques d'autres militantes qui les ont déçues, comme Frances Willard et Albion W. Tourgée. L'éditorial du 1er mai 1894 est titré « Comment arrêter le lynchage ».

## Remarques
1. ↑    Différents historiens donnent des dates de début différentes pour le Woman's Era Club et le journal. Selon le descendant de Ruffin, Maude T. Jenkins, le club a été fondé en 1892. Plusieurs sources mentionnent 1897 comme la dernière année de la rédaction de Ruffin mais ne précisent pas quand le journal a été cessé de paraître. Le texte électronique est disponible en ligne pour les années 1894-1897.